# حسن أبو خمسين
حسن بن محمد باقر بن موسى بوخمسين  يعرف في الحساوية بـحسن بوخمسين  (12 فبراير 1943 - 10 أغسطس 2019) (7 صفر 1362 - 9 ذو الحجة 1440) فقيه جعفري وقاضي سعودي. ولد في النجف أبان إقامة والده محمد باقر أبو خمسين بها ونشأ فيها. درس الابتدائية في الكاظمية أولًا ثم في الأحساء. ثم التحق بالمعهد الزراعي عام 1964، فتخرج منه عام 1968. رجع إلى النجف في 1969 لإكمال دراسته في الفقه الجعفري. وبعد رجوعه عمل مساعدًا لوالده في القضاء فشغل منصب مساعد قاضي محكمة المواريث في الأحساء، ثم أصبح قاضياً مكلفاً فترة طويلة من الزمن، وكان له دور اجتماعي ووطني وعرف عنه دعمه عدداً من المشاريع الخيرية في الأحساء. توفي في مسقط رأسه. 

## سيرته
هو حسن بن محمد باقر بن موسى بن عبد الله  بن محمد بن حسين بن علي بن محمد الكبير بن أحمد بن إبراهيم بن علي بن عبد النبي بن راشد بن سالم بن صقر بن أبي بكر بن سالم أبو خمسين الخَماسيني الوَدعاني الهَمدَاني الدُّوسري الأحسائي الهجري. وآل بوخمسين أسرة علمية شيعية اثناعشرية في الأحساء. 
ولد حسن بوخمسين في النجف إبان إقامة والده هناك في اليوم 7 صفر 1362/ 12 فبراير 1943 ونشأ بها. بدأ دراسته في الكاظمية التي انتقل إليها والده بسبب سوء صحة زوجته، وفيها التحق بمدرسة الكاظمين الأبتدائية، ثم رجع مع والده إلى الأحساء سنة 1379 هـ/ 1959 م، وفيها درس الأبتدائية، ثم التحق بالمعهد الزراعي عام 1384 ھ/ 1964 م، فتخرج منه عام 1388 ھ/ 1968 م.

### تعليمه
عمل مدرسًا لمادة المختبر مدة ثم رجع إلى النجف في 1389 هـ/ 1969 م لإكمال دراسته في الفقه الجعفري. فدرس علی عدة من علماءها منهم في المرحلة المقدمات: محمد بن حسين العلي الذي درس عليه قطر الندى في اللغة العربية، وجعفر اليعقوبي، أخذ على يديه شرح ابن عقيل في النحو، وعلي المسبح، درس عليه حاشية المنطق، وعلي الإيرواني، الذي تلقى عليه معالم البيان، ومحمد باقر الإيرواني، درس عليه معالم الأصول، وهادي شريف القرشي، تعلم عنده اللمعة الدمشقية، ودرس مرحلة السطوح العليا على كل من محيي الدين الغريفي البحراني وعبد المجيد بن محسن الحكيم. ثم وفي مرحلة البحث الخارج حضر دروس أبو القاسم الخوئي ونصر الله المستنبط.

### مهنته
وبعد إكمال دراسته الدينية في النجف، رجع إلى الأحساء سنة 1401 ھ /1981 م ، وقام بمساعدة والده في القضاء الجعفري، وإمامة الجماعة بمسجد الفيصلية ثم مسجد المزرع. عند مرض والده في سنواته الأخيرة أصبح يصلي مكانه في الجامع الكبير المعروف بجامع الإمام الباقر أو مسجد آل أبي خمسين بمحلة الفوارس بالكوت، الهفوف. كما كان يلقي الخطب الوعظية فيها. وبعد وفاة والده في 5 ربيع الأول 1413 هـ/ 2 سبتمبر 1992، عين قاضيًا لفترة قصيرة إلا انه تنازل لصالح محمد بن سلمان الهاجري، الذي تولى القضاء بعده. وبعد وفاة الهاجري في 21 رجب 1425 هـ ، تم تعيينه نائبًا عن قاضي الجديد محمد بن عبد النبي اللويمي واستمر على هذا المنصب نائبا للقضاء إلى سنة 1430 هـ، حيث تفرغ لأموره الشخصية. وعمل مرشدًا للحج مع حملة الفرقان أيضًا. 

## مؤلفاته
له تقريرات مخطوطة و كتاب مخطوط يتكون من عدة اجزاء وهو عبارة عن خطب الجمعة من محاضرات دينية واجتماعية وتربوية.

## وفاته
توفي حسن بوخمسين في 9 ذي الحجة 1440/ 10 أغسطس 2019 في الهفوف.  ودفن في مقبرة الخدود وأقام له حفل تأبين في الحسينية المحمدية بحي الفوارس بمدينة الهفوف مساء الجمعة. 